# Christian Liger
Christian Liger (Nîmes, 24 agosto 1935 – Nîmes, 3 dicembre 2002) è stato uno scrittore francese.

## Biografia
Christian Liger ha studiato a Nîmes poi presso l'Università di Montpellier. Ha conseguito il dottorato in lettere con una tesi dal titolo Les débuts d’André Suarès.
Dopo è stato anche insegnante, poi professore universitario, si è dedicato esclusivamente alla scrittura: romanzi, saggi, teatro.
Il suo ultimo lavoro, Le Roman de Rossel (biografia romanzata del ministro responsabile per la guerra del Comune di Parigi, Louis-Nathaniel Rossel).
Christian Liger era un membro della Académie de Nîmes.

## Premi
- Grand Prix du Livre d'Histoire de la Société des gens de lettres 1998
- La borsa Goncourt de la Biographie 1998 conferito all'unanimità il sabato 26 settembre a Nancy.
- Il prix Michel Dard 1999.

## Teatro
Autore
- 1963: Le Sorcier, regia di Marie-Claire Valène nel Théâtre du Tertre a Parigi
- 1969: La Tour d'Einstein Archiviato il 17 novembre 2016 in Internet Archive., regia di Pierre Fresnay e di Julien Bertheau

Adattore
- 1975: Jésus II, Joseph Delteil, regia di Jacques Échantillon, Tréteaux du Midi

## Pubblicazioni
- 1963: Les Noces de Psyché, Éditions Gallimard
- 1984: Histoire d'une famille nîmoise, les Paulhan, Cahiers Jean Paulhan, Gallimard.
- 1987: Nîmes sans visa : portrait d'une ville, Ramsay.
- 1992: Trois jours de chasse en montagne, Ed. Robert Laffont.
- 1996: Les Marches du Palais, Ed. Robert Laffont.
- 1998: Le Roman de Rossel, Ed. Robert Laffont.
- 1999: La Nuit de Faraman, Ed. Robert Laffont.
- 2001: Il se mit à courir le long du rivage, Ed. Robert Laffont.
- 2010: Nouvelles de l'exil, Atelier baie.